# Salvador Milà i Solsona
Salvador Milà i Solsona (Barcelona, 7 de juliol de 1953) és un polític català, diputat al Parlament de Catalunya en la VIII, IX i X legislatures per ICV-EUiA.

## Biografia
Llicenciat en Dret a la UB, especialitzat en dret administratiu i urbanístic i en dret civil. El 1975 va ingressar formalment al PSUC, després de mantenir-hi vincles de col·laboració. Elegit regidor de l'Ajuntament de Mataró l'any 1979 a les llistes del PSUC, va ocupar la regidoria d'urbanisme fins a l'any 1984. L'any 1987 va encapçalar les llistes d'ICV, repetint candidatura a les eleccions de 1991, 1995 i 1999. Del 1992 al 1999 va ocupar la regidoria d'urbanisme, però el 1999 passà a l'oposició. Va deixar les seves responsabilitats municipals el maig de 2003.
El 20 de desembre de 2003 va ser nomenat Conseller de Medi Ambient i Habitatge en el govern de Catalunya 2003-2006, conselleria des de la que va impulsar l'aplicació efectiva de la legislació mediambiental en l'àmbit de la indústria, fet que li va suposar un enfrontament amb alguns sectors empresarials. El 20 d'abril de 2006, arran de la remodelació de govern impulsada pel president Pasqual Maragall va ser destituït del càrrec, en una decisió que, generalment, s'ha interpretat més en clau interna de la correlació de forces en el govern que no pas en un qüestionament personal envers la seva actuació.
A la legislatura 2010-2012 ha estat diputat al Parlament de Catalunya pel grup parlamentari d'ICV-EUiA. President de la Comissió de Justícia i Portaveu a les Comissions de Justícia i Síndic de Greuges i membre de la Comissió d'Unió europea i acció exterior així com membre del Consell de Comunitats Catalanes a l'exterior.
Orgànicament, és membre de la Comissió executiva i del Consell Nacional d'ICV i del  PSUC des de l'any 1975.